# IC 3745
IC 3745 ist eine linsenförmige Galaxie vom Hubble-Typ S0 im Sternbild Haar der Berenike am Nordsternhimmel. Sie ist 299 Millionen Lichtjahre von der Milchstraße entfernt.
Das Objekt wurde am 27. Januar 1904 von Max Wolf entdeckt.